# Затинщики

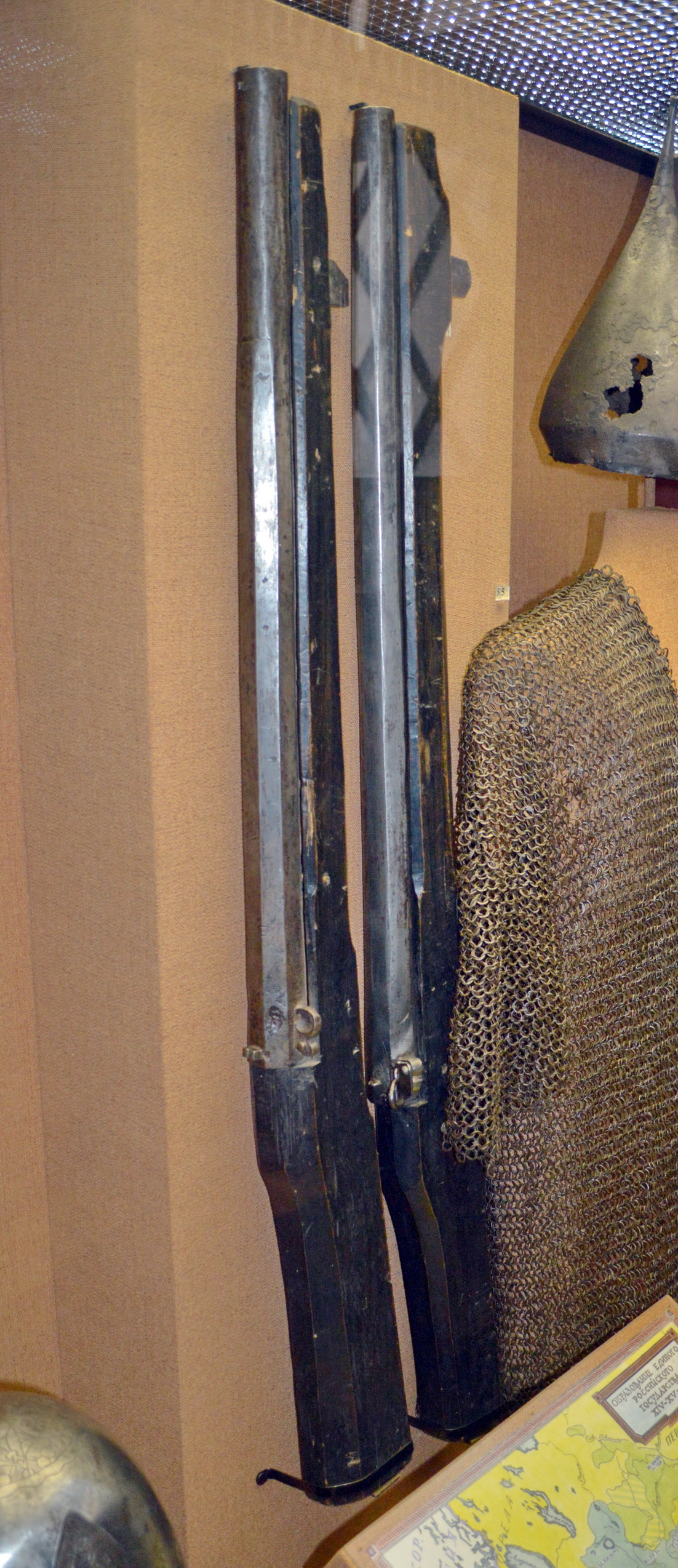
Гаківниця, XV ст.

Затинщики (від слова «затин» — простір за фортечною стіною) — категорія служивих людей в Російській державі XVI—XVII століть, які набиралися з різних станів (тобто — «по службі») для обслуговування фортечної (затінної) артилерії та інших видів озброєнь.
Затинщики та пушкарі належали до людей «пушкарського чину». У війську московитського царя Івана Грозного затинщиками називалися стрільці з великокаліберних фортечних рушниць- гаківниць, які разом з пушкарями і воротниками становили регулярну частину особового складу фортечних гарнізонів.
При формуванні полків нового зразка указом від 30 липня 1679 затинщики разом із гарматами переведено на позмінний режим несення служби. Під контролем Розрядного наказу вони були поділені на дві групи, одна з них була фактично прирівняна до солдатів, друга продовжила нести полкову службу.